# Masdevallia nikoleana
Masdevallia nikoleana är en orkidéart som beskrevs av Carlyle August Luer och José Portilla. Masdevallia nikoleana ingår i släktet Masdevallia och familjen orkidéer. Inga underarter finns listade i Catalogue of Life.